# Estadio de la Unidad Deportiva 21 de Marzo
El Estadio de la Unidad Deportiva 21 de Marzo es un estadio de fútbol ubicado en la ciudad de Soledad en el estado de San Luis Potosí. Tiene un aforo de 8,000 espectadores y pretende ampliarse a 14,000 para poder acoger partidos de la Liga de Ascenso de México. 
Fue utilizado alguna vez por los Santos de Soledad hasta su desaparición.
Actualmente es Utilizado como estadio para el Atlético de San Luis "B" de la Liga Premier de México

## Historia
La unidad deportiva fue un funcional lugar de recreación para la gente soledense, y en 2013, se informó que el club Atlético San Luis tendría una filial en la ciudad para representarlos en la Liga de Nuevos Talentos de México. Para contar con un espacio de digno de fútbol, el alcalde de la ciudad empezó la remodelación de la unidad deportiva, instalando tribunas y todo lo necesario para que el estadio fuera acreditado. Así mismo se informó de un plan de trabajos para que el estadio siguiera expandiéndose y los Santos pudieran ascender de categoría.
Así recibió la visita de la Federación Mexicana de Fútbol y lo avaló para poder albergar partidos de la Segunda División. El debut de los Santos en el estadio fue el 14 de septiembre en contra de Chivas Rayadas.